# Колкет, Мередит
Мередит Брайт Колкет (англ. Meredith Bright Colket; 19 ноября 1878, Филадельфия, Пенсильвания — 7 июня 1947, Брин-Мар, Пенсильвания) — американский легкоатлет, серебряный призёр летней Олимпиады 1900.
На Играх Колкет соревновался в прыжке с шестом. С результатом 3,25 м он занял второе место, получив серебряную медаль, опередив норвежца Карла Андерсена, получившего бронзу. Золотую медаль выиграл Ирвинг Бакстер.